# Liste des chansons numéro un du Billboard Mainstream Rock des années 1980
| - 81 - 82 - 83 - 84 - 85 - 86 - 87 - 88 - 89 |
| - 11 - 22 - 19 - 19 - 22 - 20 - 19 - 18 - 20 |

Voici la liste des chansons ayant atteint la première position au Mainstream Rock Tracks chart durant les années 1980. Eric Clapton fut le premier à être classé le 21 mars 1981, avec le titre I Can't Stand It. La dernière chanson classée de la décennie est le groupe Rush, avec le titre Show Don't Tell. Les Rolling Stones avec la chanson Start Me Up, ont atteint la première place du classement en y restant 13 semaines consécutives.

## Chronologie
| - 1981 - 1982 - 1983 - 1984 - 1985 - 1986 - 1987 - 1988 - 1989 |

Légende
- Total : nombre total de semaines consécutives numéro 1 (ne comptabilise donc pas les autres semaines en dehors de la première place).
- # : indique le nombre de singles par années.

| #                      | Chanson                                  | Artiste(s)                            | Dates entrées single no 1 | Dates entrées single no 1 | Dates entrées single no 1 | Réf             |
| #                      | Chanson                                  | Artiste(s)                            | 1re semaine               | Der semaine               | Total                     | Réf             |
| Top Charts 1981        | Top Charts 1981                          | Top Charts 1981                       | Top Charts 1981           | Top Charts 1981           | Top Charts 1981           | Top Charts 1981 |
| ---------------------- | ---------------------------------------- | ------------------------------------- | ------------------------- | ------------------------- | ------------------------- | --------------- |
| 1                      | I Can't Stand It                         | Eric Clapton                          | 21 mars 1981              | 28 mars 1981              | 2                         | ,               |
| 2                      | You Better You Bet                       | The Who                               | 4 avril 1981              | 25 avril 1981             | 3                         | ,               |
| 3                      | The Waiting                              | Tom Petty and the Heartbreakers       | 9 mai 1981                | 13 juin 1981              | 6                         | ,               |
| 4                      | A Life of Illusion                       | Joe Walsh                             | 20 juin 1981              | 20 juin 1981              | 1                         | [ a 7 ]         |
| 5                      | The Voice                                | The Moody Blues                       | 27 juin 1981              | 18 juillet 1981           | 4                         | ,               |
| 6                      | Urgent                                   | Foreigner                             | 25 juillet 1981           | 15 août 1981              | 4                         | ,               |
| 7                      | Burnin' for You                          | Blue Öyster Cult                      | 22 août 1981              | 29 août 1981              | 2                         | ,               |
| 8                      | Start Me Up                              | The Rolling Stones                    | 5 septembre 1981          | 28 novembre 1981          | 13                        | ,               |
| 9                      | Waiting for a Girl Like You              | Foreigner                             | 5 décembre 1981           | 5 décembre 1981           | 1                         | [ a 16 ]        |
| 10                     | Every Little Thing She Does Is Magic     | The Police                            | 12 décembre 1981          | 19 décembre 1981          | 2                         | ,               |
| 11                     | Harden My Heart                          | Quarterflash                          | 26 décembre 1981          | 9 janvier 1982            | 3                         | ,               |
| Top Charts 1982        |                                          |                                       |                           |                           |                           |                 |
| 1                      | Centerfold                               | J. Geils Band                         | 16 janvier 1982           | 30 janvier 1982           | 3                         | ,               |
| 2                      | I Love Rock 'n' Roll                     | Joan Jett                             | 6 février 1982            | 6 mars 1982               | 5                         | ,               |
| 3                      | Oh, Pretty Woman                         | Van Halen                             | 13 mars 1982              | 20 mars 1982              | 2                         | ,               |
| 4                      | Don't Let Him Know                       | Prism                                 | 27 mars 1982              | 27 mars 1982              | 1                         | [ b 8 ]         |
| 5                      | 867-5309/Jenny                           | Tommy Tutone                          | 3 avril 1982              | 17 avril 1982             | 3                         | ,               |
| 6                      | Heat of the Moment                       | Asia                                  | 24 avril 1982             | 22 mai 1982               | 5                         | ,               |
| 7                      | No One Like You                          | Scorpions                             | 29 mai 1982               | 29 mai 1982               | 1                         | [ b 13 ]        |
| 8                      | Stone Cold                               | Rainbow                               | 5 juin 1982               | 5 juin 1982               | 1                         | [ b 14 ]        |
| 9                      | Heat of the Moment                       | Asia                                  | 12 juin 1982              | 12 juin 1982              | 1                         | [ b 15 ]        |
| 10                     | Hurts So Good                            | John Cougar                           | 19 juin 1982              | 19 juin 1982              | 1                         | [ b 16 ]        |
| 11                     | Caught Up in You                         | .38 Special                           | 26 juin 1982              | 26 juin 1982              | 1                         | [ b 17 ]        |
| 12                     | Eye of the Tiger                         | Suvivor                               | 3 juillet 1982            | 31 juillet 1982           | 5                         | ,               |
| 13                     | Think I'm in Love                        | Eddie Money                           | 7 août 1982               | 21 août 1982              | 3                         | ,               |
| 14                     | Everybody Wants You                      | Billy Squier                          | 28 août 1982              | 2 octobre 1982            | 6                         | ,               |
| 15                     | New World Man                            | Rush                                  | 9 octobre 1982            | 9 octobre 1982            | 1                         | [ b 24 ]        |
| 16                     | Dirty Laundry                            | Don Henley                            | 16 octobre 1982           | 23 octobre 1982           | 2                         | ,               |
| 17                     | New World Man                            | Rush                                  | 30 octobre 1982           | 30 octobre 1982           | 1                         | [ b 27 ]        |
| 18                     | Dirty Laundry                            | Don Henley                            | 6 novembre 1982           | 6 novembre 1982           | 1                         | [ b 28 ]        |
| 19                     | Shock the Monkey                         | Peter Gabriel                         | 13 novembre 1982          | 20 novembre 1982          | 2                         | ,               |
| 20                     | Down Under                               | Men at Work                           | 27 novembre 1982          | 4 décembre 1982           | 2                         | ,               |
| 21                     | You Got Lucky                            | Tom Petty and the Heartbreakers       | 11 décembre 1982          | 18 décembre 1982          | 2                         | ,               |
| 22                     | Down Under                               | Men at Work                           | 25 décembre 1982          | 8 janvier 1983            | 3                         | ,               |
| Top Charts 1983        |                                          |                                       |                           |                           |                           |                 |
| 1                      | You Got Lucky                            | Tom Petty and the Heartbreakers       | 15 janvier 1983           | 15 janvier 1983           | 1                         | [ c 2 ]         |
| 2                      | Hungry Like the Wolf                     | Duran Duran                           | 22 janvier 1983           | 5 février 1983            | 3                         | ,               |
| 3                      | Twilight Zone                            | Golden Earring                        | 12 février 1983           | 12 février 1983           | 1                         | [ c 5 ]         |
| 4                      | Separate Ways (Worlds Apart)             | Journey                               | 19 février 1983           | 12 mars 1983              | 4                         | ,               |
| 5                      | Photograph                               | Def Leppard                           | 19 mars 1983              | 23 avril 1983             | 6                         | ,               |
| 6                      | She's a Beauty                           | The Tubes                             | 30 avril 1983             | 28 mai 1983               | 5                         | ,               |
| 7                      | Rock of Ages                             | Def Leppard                           | 4 juin 1983               | 4 juin 1983               | 1                         | [ c 12 ]        |
| 8                      | Every Breath You Take                    | The Police                            | 11 juin 1983              | 6 août 1983               | 9                         | ,               |
| 9                      | Other Arms                               | Robert Plant                          | 13 août 1983              | 13 août 1983              | 1                         | [ c 15 ]        |
| 10                     | Don't Cry                                | Asia                                  | 20 août 1983              | 20 août 1983              | 1                         | [ c 16 ]        |
| 11                     | King of Pain                             | The Police                            | 27 août 1983              | 17 septembre 1983         | 4                         | ,               |
| 12                     | How Can I Refuse?                        | Heart                                 | 24 septembre 1983         | 24 septembre 1983         | 1                         | [ c 19 ]        |
| 13                     | King of Pain                             | The Police                            | 1er octobre 1983          | 1er octobre 1983          | 1                         | [ c 20 ]        |
| 14                     | Suddenly Last Summer                     | The Motels                            | 8 octobre 1983            | 15 octobre 1983           | 2                         | ,               |
| 15                     | Love Is a Battlefield                    | Pat Benatar                           | 22 octobre 1983           | 29 octobre 1983           | 2                         | ,               |
| 16                     | Heart and Soul                           | Huey Lewis and the News               | 5 novembre 1983           | 5 novembre 1983           | 1                         | [ c 25 ]        |
| 17                     | Love Is a Battlefield                    | Pat Benatar                           | 12 novembre 1983          | 19 novembre 1983          | 2                         | ,               |
| 18                     | Owner of a Lonely Heart                  | Yes                                   | 26 novembre 1983          | 17 décembre 1983          | 4                         | ,               |
| 19                     | If I'd Been the One                      | .38 Special                           | 24 décembre 1983          | 14 janvier 1984           | 4                         | ,               |
| Top Rock Tracks 1984   |                                          |                                       |                           |                           |                           |                 |
| 1                      | Jump                                     | Van Halen                             | 21 janvier 1984           | 10 mars 1984              | 8                         | ,               |
| 2                      | Got a Hold on Me                         | Christine McVie                       | 17 mars 1984              | 24 mars 1984              | 2                         | ,               |
| 3                      | A Fine, Fine Day                         | Tony Carey                            | 31 mars 1984              | 31 mars 1984              | 1                         | [ d 6 ]         |
| 4                      | Against All Odds (Take a Look at Me Now) | Phil Collins                          | 7 avril 1984              | 7 avril 1984              | 1                         | [ d 7 ]         |
| 5                      | You Might Think                          | The Cars                              | 14 avril 1984             | 28 avril 1984             | 3                         | ,               |
| 6                      | Oh Sherrie                               | Steve Perry                           | 5 mai 1984                | 12 mai 1984               | 2                         | ,               |
| 7                      | Run Runaway                              | Slade                                 | 19 mai 1984               | 26 mai 1984               | 2                         | ,               |
| 8                      | Magic                                    | The Cars                              | 2 juin 1984               | 2 juin 1984               | 1                         | [ d 14 ]        |
| 9                      | Dancing in the Dark                      | Bruce Springsteen                     | 9 juin 1984               | 14 juillet 1984           | 6                         | ,               |
| 10                     | No Way Out                               | Jefferson Starship                    | 21 juillet 1984           | 21 juillet 1984           | 1                         | [ d 17 ]        |
| 11                     | The Warrior                              | Scandal                               | 28 juillet 1984           | 28 juillet 1984           | 1                         | [ d 18 ]        |
| 12                     | Rock Me Tonite                           | Billy Squier                          | 4 août 1984               | 11 août 1984              | 2                         | ,               |
| 13                     | The Warrior                              | Scandal                               | 18 août 1984              | 18 août 1984              | 1                         | [ d 21 ]        |
| 14                     | Missing You                              | John Waite                            | 25 août 1984              | 1er septembre 1984        | 2                         | ,               |
| 15                     | Are We Ourselves?                        | The Fixx                              | 8 septembre 1984          | 15 septembre 1984         | 2                         | ,               |
| 16                     | On the Dark Side                         | John Cafferty & The Beaver Brown Band | 22 septembre 1984         | 20 octobre 1984           | 5                         | ,               |
| 17                     | I Can't Hold Back                        | Survivor                              | 27 octobre 1984           | 10 novembre 1984          | 3                         | ,               |
| 18                     | Run to You                               | Bryan Adams                           | 17 novembre 1984          | 8 décembre 1984           | 4                         | ,               |
| 19                     | The Boys of Summer                       | Don Henley                            | 15 décembre 1984          | 12 janvier 1985           | 5                         | ,               |
| Top Rock Tracks 1985   |                                          |                                       |                           |                           |                           |                 |
| 1                      | I Want to Know What Love Is              | Foreigner                             | 19 janvier 1985           | 19 janvier 1985           | 1                         | [ e 2 ]         |
| 2                      | The Old Man Down the Road                | John Fogerty                          | 26 janvier 1985           | 9 février 1985            | 3                         | ,               |
| 3                      | Somebody                                 | Bryan Adams                           | 16 février 1985           | 23 février 1985           | 2                         | ,               |
| 4                      | Just Another Night                       | Mick Jagger                           | 2 mars 1985               | 9 mars 1985               | 2                         | ,               |
| 5                      | Radioactive                              | The Firm                              | 16 mars 1985              | 16 mars 1985              | 1                         | [ e 9 ]         |
| 6                      | All She Wants to Do Is Dance             | Don Henley                            | 23 mars 1985              | 30 mars 1985              | 2                         | ,               |
| 7                      | Forever Man                              | Eric Clapton                          | 6 avril 1985              | 13 avril 1985             | 2                         | ,               |
| 8                      | Don't You (Forget About Me)              | Simple Minds                          | 20 avril 1985             | 4 mai 1985                | 3                         | ,               |
| 9                      | Trapped                                  | Bruce Springsteen & E Street Band     | 11 mai 1985               | 25 mai 1985               | 3                         | ,               |
| 10                     | Little by Little                         | Robert Plant                          | 1er juin 1985             | 8 juin 1985               | 2                         | ,               |
| 11                     | Tough All Over                           | John Cafferty & The Beaver Brown Band | 15 juin 1985              | 22 juin 1985              | 2                         | ,               |
| 12                     | If You Love Somebody Set Them Free       | Sting                                 | 29 juin 1985              | 13 juillet 1985           | 3                         | ,               |
| 13                     | The Power of Love                        | Huey Lewis and the News               | 20 juillet 1985           | 27 juillet 1985           | 2                         | ,               |
| 14                     | Money for Nothing                        | Dire Straits                          | 3 août 1985               | 17 août 1985              | 3                         | ,               |
| 15                     | Fortress Around Your Heart               | Sting                                 | 24 août 1985              | 31 août 1985              | 2                         | ,               |
| 16                     | Lonely Ol' Night                         | John Cougar Mellencamp                | 7 septembre 1985          | 5 octobre 1985            | 5                         | ,               |
| 17                     | We Built This City                       | Starship                              | 12 octobre 1985           | 12 octobre 1985           | 1                         | [ e 32 ]        |
| 18                     | You Belong to the City                   | Glenn Frey                            | 19 octobre 1985           | 2 novembre 1985           | 3                         | ,               |
| 19                     | Sleeping Bag                             | ZZ Top                                | 9 novembre 1985           | 16 novembre 1985          | 2                         | ,               |
| 20                     | Tonight She Comes                        | The Cars                              | 23 novembre 1985          | 7 décembre 1985           | 3                         | ,               |
| 21                     | Talk to Me                               | Stevie Nicks                          | 14 décembre 1985          | 21 décembre 1985          | 2                         | ,               |
| 22                     | Silent Running                           | Mike + The Mechanics                  | 28 décembre 1985          | 25 janvier 1986           | 5                         | ,               |
| Album Rock Tracks 1986 |                                          |                                       |                           |                           |                           |                 |
| 1                      | Kyrie                                    | Mr. Mister                            | 1er février 1986          | 1er février 1986          | 1                         | [ f 2 ]         |
| 2                      | Stages                                   | ZZ Top                                | 8 février 1986            | 15 février 1986           | 2                         | ,               |
| 3                      | All the King's Horses                    | The Firm                              | 22 février 1986           | 15 mars 1986              | 4                         | ,               |
| 4                      | Addicted to Love                         | Robert Palmer                         | 22 mars 1986              | 29 mars 1986              | 2                         | ,               |
| 5                      | Why Can't This Be Love                   | Van Halen                             | 5 avril 1986              | 19 avril 1986             | 3                         | ,               |
| 6                      | Stick Around                             | Julian Lennon                         | 26 avril 1986             | 10 mai 1986               | 3                         | ,               |
| 7                      | Like a Rock                              | Bob Seger                             | 17 mai 1986               | 24 mai 1986               | 2                         | ,               |
| 8                      | Sledgehammer                             | Peter Gabriel                         | 31 mai 1986               | 7 juin 1986               | 2                         | ,               |
| 9                      | Invisible Touch                          | Genesis                               | 14 juin 1986              | 28 juin 1986              | 3                         | ,               |
| 10                     | Secret Separation                        | The Fixx                              | 5 juillet 1986            | 12 juillet 1986           | 2                         | ,               |
| 11                     | Higher Love                              | Steve Winwood                         | 19 juillet 1986           | 9 août 1986               | 4                         | ,               |
| 12                     | Missionary Man                           | Eurythmics                            | 16 août 1986              | 16 août 1986              | 1                         | [ f 23 ]        |
| 13                     | Throwing It All Away                     | Genesis                               | 23 août 1986              | 6 septembre 1986          | 3                         | ,               |
| 14                     | In Your Eyes                             | Peter Gabriel                         | 13 septembre 1986         | 13 septembre 1986         | 1                         | [ f 26 ]        |
| 15                     | Take Me Home Tonight                     | Eddie Money                           | 20 septembre 1986         | 27 septembre 1986         | 2                         | ,               |
| 16                     | Emotion in Motion                        | Ric Ocasek                            | 4 octobre 1986            | 4 octobre 1986            | 1                         | [ f 29 ]        |
| 17                     | Amanda                                   | Boston                                | 11 octobre 1986           | 25 octobre 1986           | 3                         | ,               |
| 18                     | Hip to Be Square                         | Huey Lewis and the News               | 1er novembre 1986         | 1er novembre 1986         | 1                         | [ f 32 ]        |
| 19                     | Don't Get Me Wrong                       | The Pretenders                        | 8 novembre 1986           | 22 novembre 1986          | 3                         | ,               |
| 20                     | I Want to Make the World Turn Around     | Steve Miller Band                     | 29 novembre 1986          | 3 janvier 1987            | 6                         | ,               |
| Top Rock Tracks 1987   |                                          |                                       |                           |                           |                           |                 |
| 1                      | It's in the Way That You Use It          | Eric Clapton                          | 10 janvier 1987           | 10 janvier 1987           | 1                         | [ g 2 ]         |
| 2                      | My Baby                                  | The Pretenders                        | 17 janvier 1987           | 24 janvier 1987           | 2                         | ,               |
| 3                      | Livin' on a Prayer                       | Bon Jovi                              | 31 janvier 1987           | 7 février 1987            | 2                         | ,               |
| 4                      | Midnight Blue                            | Lou Gramm                             | 14 février 1987           | 14 mars 1987              | 5                         | ,               |
| 5                      | I'm No Angel                             | Gregg Allman Band                     | 21 mars 1987              | 21 mars 1987              | 1                         | [ g 9 ]         |
| 6                      | Come as You Are                          | Peter Wolf                            | 28 mars 1987              | 28 mars 1987              | 1                         | [ g 10 ]        |
| 7                      | With or Without You                      | U2                                    | 4 avril 1987              | 2 mai 1987                | 5                         | ,               |
| 8                      | Jammin' Me                               | Tom Petty and the Heartbreakers       | 9 mai 1987                | 30 mai 1987               | 4                         | ,               |
| 9                      | Shakedown                                | Bob Seger                             | 6 juin 1987               | 27 juin 1987              | 4                         | ,               |
| 10                     | Don't Mean Nothing                       | Richard Marx                          | 4 juillet 1987            | 4 juillet 1987            | 1                         | [ g 17 ]        |
| 11                     | Give to Live                             | Sammy Hagar                           | 11 juillet 1987           | 25 juillet 1987           | 3                         | ,               |
| 12                     | Touch of Grey                            | Grateful Dead                         | 1er août 1987             | 15 août 1987              | 3                         | ,               |
| 13                     | Paper in Fire                            | John Cougar Mellencamp                | 22 août 1987              | 19 septembre 1987         | 5                         | ,               |
| 14                     | Learning to Fly                          | Pink Floyd                            | 26 septembre 1987         | 10 octobre 1987           | 3                         | ,               |
| 15                     | Brilliant Disguise                       | Bruce Springsteen                     | 17 octobre 1987           | 17 octobre 1987           | 1                         | [ g 26 ]        |
| 16                     | Love Will Find a Way                     | Yes                                   | 24 octobre 1987           | 7 novembre 1987           | 3                         | ,               |
| 17                     | Cherry Bomb                              | John Cougar Mellencamp                | 14 novembre 1987          | 14 novembre 1987          | 1                         | [ g 29 ]        |
| 18                     | Tunnel of Love                           | Bruce Springsteen                     | 21 novembre 1987          | 12 décembre 1987          | 4                         | ,               |
| 19                     | Say You Will                             | Foreigner                             | 19 décembre 1987          | 9 janvier 1988            | 4                         | ,               |
| Top Rock Tracks 1988   |                                          |                                       |                           |                           |                           |                 |
| 1                      | On the Turning Away                      | Pink Floyd                            | 16 janvier 1988           | 16 janvier 1988           | 1                         | [ h 2 ]         |
| 2                      | Just Like Paradise                       | David Lee Roth                        | 23 janvier 1988           | 13 février 1988           | 4                         | ,               |
| 3                      | Heaven Knows                             | Robert Plant                          | 20 février 1988           | 26 mars 1988              | 6                         | ,               |
| 4                      | I Wish I Had a Girl                      | Henry Lee Summer                      | 2 avril 1988              | 2 avril 1988              | 1                         | [ h 7 ]         |
| 5                      | Tall Cool One                            | Robert Plant                          | 9 avril 1988              | 30 avril 1988             | 4                         | ,               |
| 6                      | Only a Memory                            | The Smithereens                       | 7 mai 1988                | 7 mai 1988                | 1                         | [ h 10 ]        |
| 7                      | The Valley Road                          | Bruce Hornsby and the Range           | 14 mai 1988               | 28 mai 1988               | 3                         | ,               |
| 8                      | Black and Blue                           | Van Halen                             | 4 juin 1988               | 18 juin 1988              | 3                         | ,               |
| 9                      | Roll with It                             | Steve Winwood                         | 25 juin 1988              | 16 juillet 1988           | 4                         | ,               |
| 10                     | When It's Love                           | Van Halen                             | 23 juillet 1988           | 23 juillet 1988           | 1                         | [ h 17 ]        |
| 11                     | Simply Irresistible                      | Robert Palmer                         | 30 juillet 1988           | 13 août 1988              | 3                         | ,               |
| 12                     | Hate to Lose Your Lovin'                 | Little Feat                           | 20 août 1988              | 10 septembre 1988         | 4                         | ,               |
| 13                     | Don't You Know What the Night Can Do?    | Steve Winwood                         | 17 septembre 1988         | 24 septembre 1988         | 2                         | ,               |
| 14                     | I'm Not Your Man                         | Tommy Conwell & The Young Rumblers    | 1er octobre 1988          | 1er octobre 1988          | 1                         | [ h 24 ]        |
| 15                     | Desire                                   | U2                                    | 8 octobre 1988            | 5 novembre 1988           | 5                         | ,               |
| 16                     | It's Money That Matters                  | Randy Newman                          | 12 novembre 1988          | 19 novembre 1988          | 2                         | ,               |
| 17                     | Orange Crush                             | R.E.M.                                | 26 novembre 1988          | 3 décembre 1988           | 2                         | ,               |
| 18                     | Angel of Harlem                          | U2                                    | 10 décembre 1988          | 14 janvier 1989           | 6                         | ,               |
| Top Rock Tracks 1989   |                                          |                                       |                           |                           |                           |                 |
| 1                      | Got It Made                              | Crosby, Stills, Nash and Young        | 21 janvier 1989           | 28 janvier 1989           | 2                         | ,               |
| 2                      | The Love in Your Eyes                    | Eddie Money                           | 4 février 1989            | 4 février 1989            | 1                         | [ i 4 ]         |
| 3                      | Stand                                    | R.E.M.                                | 11 février 1989           | 11 février 1989           | 1                         | [ i 5 ]         |
| 4                      | Driven Out                               | The Fixx                              | 18 février 1989           | 11 mars 1989              | 4                         | ,               |
| 5                      | Working on It                            | Chris Rea                             | 18 mars 1989              | 18 mars 1989              | 1                         | [ i 8 ]         |
| 6                      | I'll Be You                              | The Replacements                      | 25 mars 1989              | 8 avril 1989              | 3                         | ,               |
| 7                      | Now You're in Heaven                     | Julian Lennon                         | 15 avril 1989             | 15 avril 1989             | 1                         | [ i 11 ]        |
| 8                      | I Won't Back Down                        | Tom Petty                             | 22 avril 1989             | 20 mai 1989               | 5                         | ,               |
| 9                      | The Doctor                               | The Doobie Brothers                   | 27 mai 1989               | 10 juin 1989              | 3                         | ,               |
| 10                     | Rooms on Fire                            | Stevie Nicks                          | 17 juin 1989              | 17 juin 1989              | 1                         | [ i 16 ]        |
| 11                     | Runnin' Down a Dream                     | Tom Petty                             | 24 juin 1989              | 24 juin 1989              | 1                         | [ i 17 ]        |
| 12                     | The End of the Innocence                 | Don Henley                            | 1er juillet 1989          | 22 juillet 1989           | 4                         | ,               |
| 13                     | Crossfire                                | Stevie Ray Vaughan & Double Trouble   | 29 juillet 1989           | 12 août 1989              | 3                         | ,               |
| 14                     | Let the Day Begin                        | The Call                              | 19 août 1989              | 19 août 1989              | 1                         | [ i 22 ]        |
| 15                     | Free Fallin'                             | Tom Petty                             | 26 août 1989              | 26 août 1989              | 1                         | [ i 23 ]        |
| 16                     | Mixed Emotions                           | The Rolling Stones                    | 2 septembre 1989          | 30 septembre 1989         | 5                         | ,               |
| 17                     | Love in an Elevator                      | Aerosmith                             | 7 octobre 1989            | 14 octobre 1989           | 2                         | ,               |
| 18                     | Rock and a Hard Place                    | The Rolling Stones                    | 21 octobre 1989           | 18 novembre 1989          | 5                         | ,               |
| 19                     | Pretending                               | Eric Clapton                          | 25 novembre 1989          | 23 décembre 1989          | 5                         | ,               |
| 20                     | Show Don't Tell                          | Rush                                  | 30 décembre 1989          | 6 janvier 1990            | 2                         | [ i 32 ]        |